# 科羅恰
50°49′N 37°12′E / 50.817°N 37.200°E

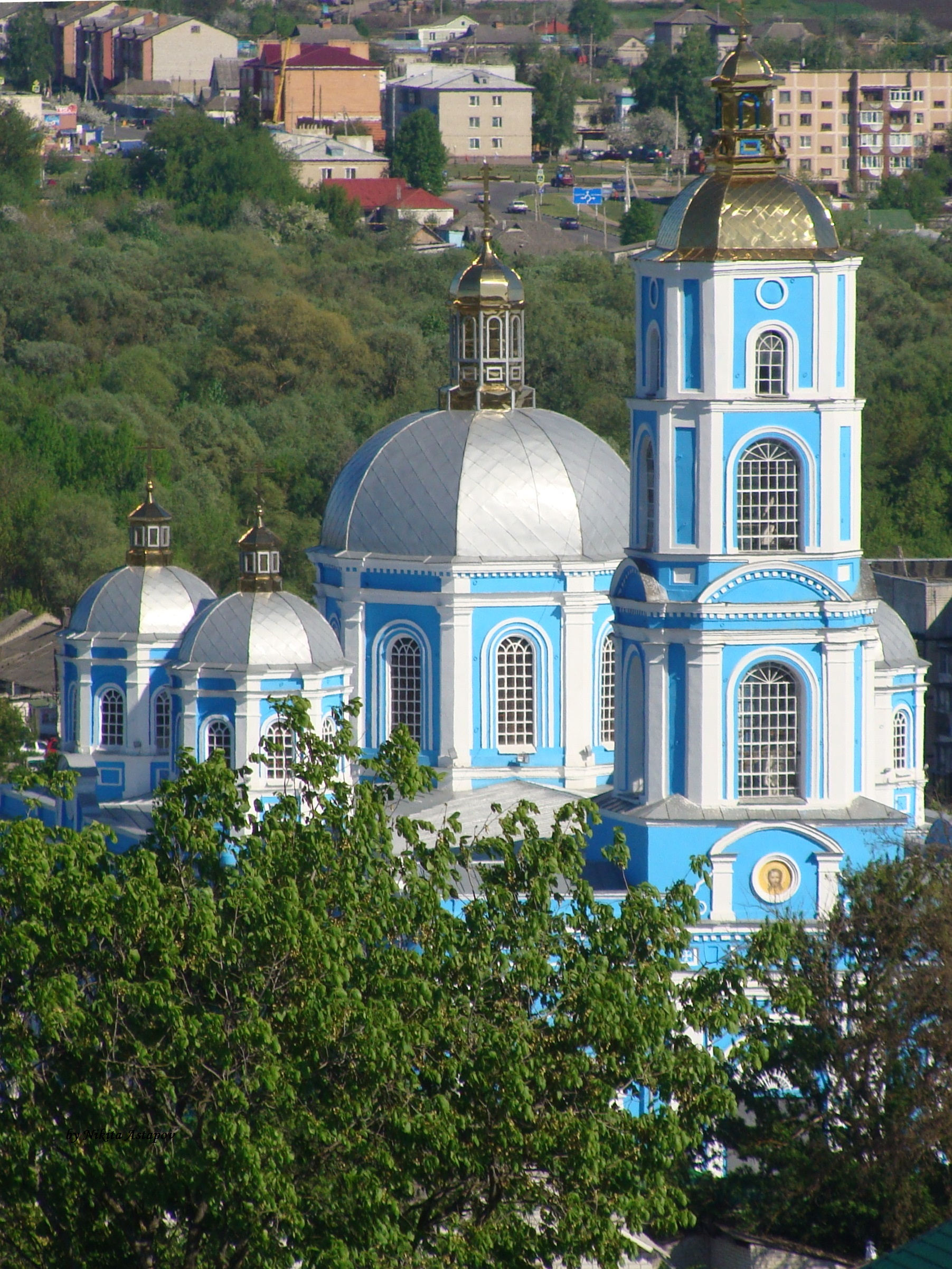

科羅恰（俄语：Короча）是俄羅斯別爾哥羅德州中部的一個城市，位於別爾哥羅德東北57公里。2002年人口6,046人。
1638年建立，1708年設市。